# Баярке
Баярке (ісп. Bayarque) — муніципалітет в Іспанії, у складі автономної спільноти Андалусія, у провінції Альмерія. Населення — 233 особи (2010).
Муніципалітет розташований на відстані близько 360 км на південь від Мадрида, 55 км на північ від Альмерії.

## Демографія
Динаміка населення (INE ):